# Abbaye de Montheron
 (août 2012).
Si vous disposez d'ouvrages ou d'articles de référence ou si vous connaissez des sites web de qualité traitant du thème abordé ici, merci de compléter l'article en donnant les références utiles à sa vérifiabilité et en les liant à la section « Notes et références ».
L'abbaye de Montheron est une ancienne abbaye cistercienne érigée à Montheron, sur la commune de Lausanne, en Suisse.

## Situation

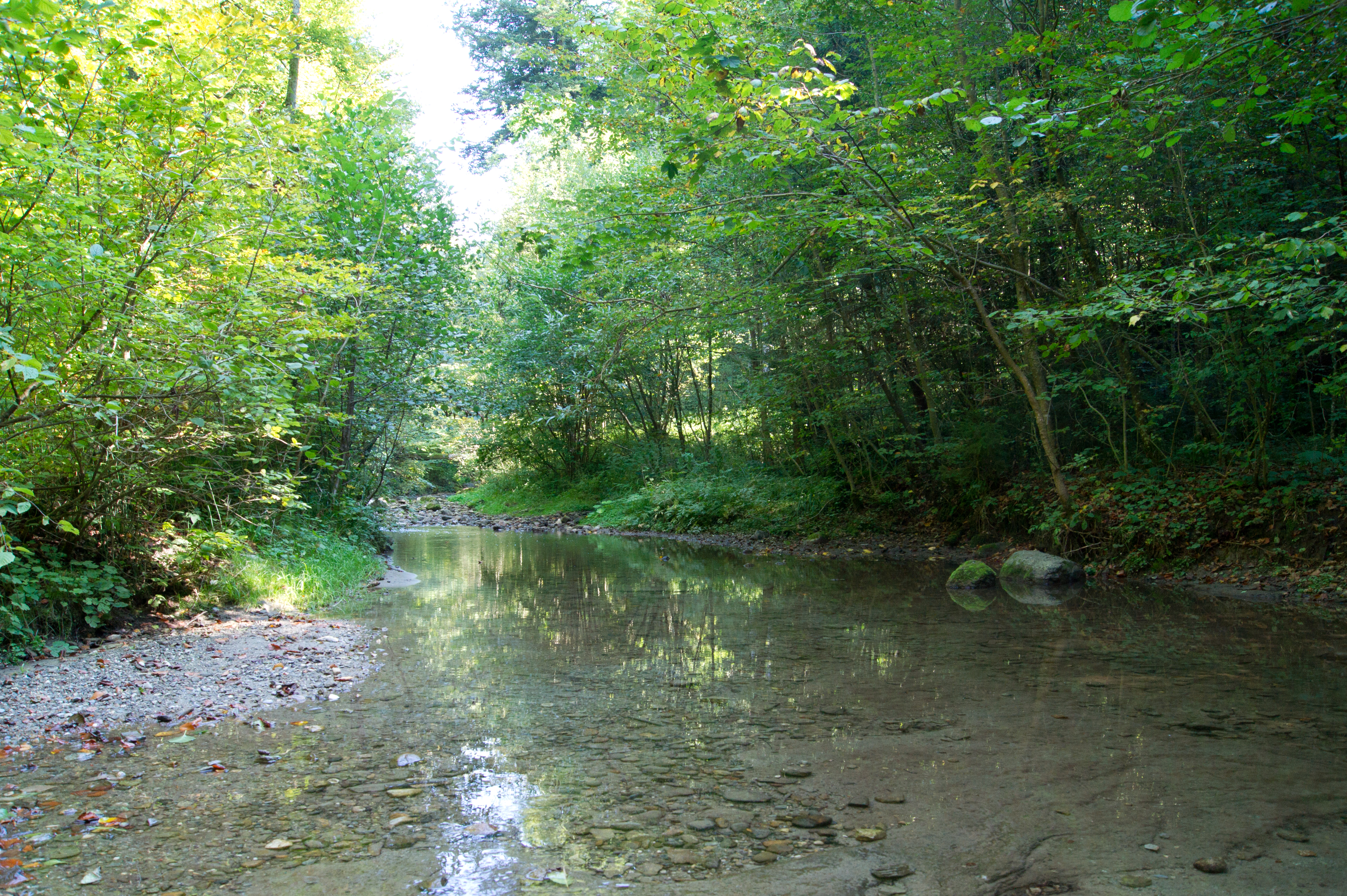
Le Talent à Montheron.

L'Abbaye de Montheron a été construite au fond du vallon creusé par le Talent, entre ce dernier et une falaise rocheuse. Selon la tradition bénédictine et surtout cistercienne, l'abbaye est organisée autour d'une cour carrée, appelée le cloître et entourée de galeries couvertes. L'église était au nord de celui-ci, orientée est-sud-est. Sa longueur était de 37 m, la largeur de la nef de 18 m et celle du transept de 28 m.
La falaise se dressant au nord de l'église empêchait, comme le voudrait la tradition, la présence du cimetière des moines à cet endroit. Il a été donc établi à l'est de l'abbaye. De plus, un certain nombre de sépultures ont été creusées dans les galeries du cloître et même dans l'église ou dans les chapelles.

## Histoire
La présence d'une abbaye cistercienne à cet emplacement remonte au XIIe siècle. Elle fut supprimée lors de la Réforme en 1536. L'église actuelle, bâtie au XVIIe siècle et agrandie au XVIIIe siècle, a été restaurée en 1930, 1960 et 2007. Le tracé de l'église romane disparue a été rendu visible, symbolisé par des pavés devant l'édifice actuel.

### XIIesiècle
En 1115, Cîteaux fonde l'abbaye de Morimond, Morimond fonde celle de Bellevaux (près de Vesoul). Bellevaux, à son tour, fonde six abbayes filles dont Montheron, avant 1129. De fait, l'abbaye, sous le nom d'abbaye de la Grâce-Dieu, a d'abord été installée près de Ste-Catherine, à 5 km de là, près du ruisseau de Pierre Ozaire (affluent de la Paudèze), puis reconstruite en son site actuel à partir de 1142. Elle portera dorénavant le nom d'abbaye de Thela puis de Montheron. 
L'abbaye était propriétaire d'une partie du vignoble du Dézaley (commune de Puidoux) qui lui avait été donné par l'évêque Girard de Faucigny, le fondateur de l'abbaye, mort en 1129.

### DuXIIIesiècleauXVesiècle
À la fin du XVe siècle, un incendie détruit presque complètement le monastère et l'église. La reconstruction se fait en conservant le même plan et en récupérant les pans de murs encore debout. L'église, dont les murs ont sans doute subsisté, est alors probablement couverte de voûtes d'ogives. Entre le XVe siècle et la première moitié du XVIe siècle, deux chapelles sont construites, l'une dans l'angle nord de la nef et du transept, l'autre, contre la façade orientale de la salle capitulaire. Le dernier abbé commendataire de Montheron fut le cardinal Jean Salviati.

### DuXVIesiècleauXVIIesiècle
Lors de la Réforme en 1536, l'église devient église réformée et une partie des moines adoptent la foi nouvelle. L'un d'eux, Antoine Gilliard, devient le premier pasteur de la nouvelle paroisse.
L'église, en très mauvais état, est abandonnée et démolie vers 1590. Le culte est alors célébré dans l'ancienne salle capitulaire. En 1668, jugée trop humide, cette salle est à son tour abandonnée, partiellement comblée, et un nouveau lieu de culte aménagé à l'étage, dans ce qui restait du dortoir des moines. De cette époque subsiste la chaire sculptée, portant les initiales IFD, celles du pasteur Davel, père du major, remise en valeur lors de la restauration de 2007.

### XVIIIesiècle
Enfin, entre 1776 et 1778, l'église est agrandie vers le nord, sur l'emplacement de la travée sud du transept de l'église romane. Une nouvelle façade avec clocheton vient embellir le tout.

### XXesiècleetXXIesiècle
Plusieurs restauration ont eu lieu, successivement en 1930, 1960, et en 2005 - 2007. La même année, un nouvel orgue est installé dans l'église. L'Auberge de l'Abbaye de Montheron, entièrement rénovée en 2011, occupe une partie des bâtiments. La terrasse de l'établissement est située à l'endroit de l'ancien cloître.

## Galerie

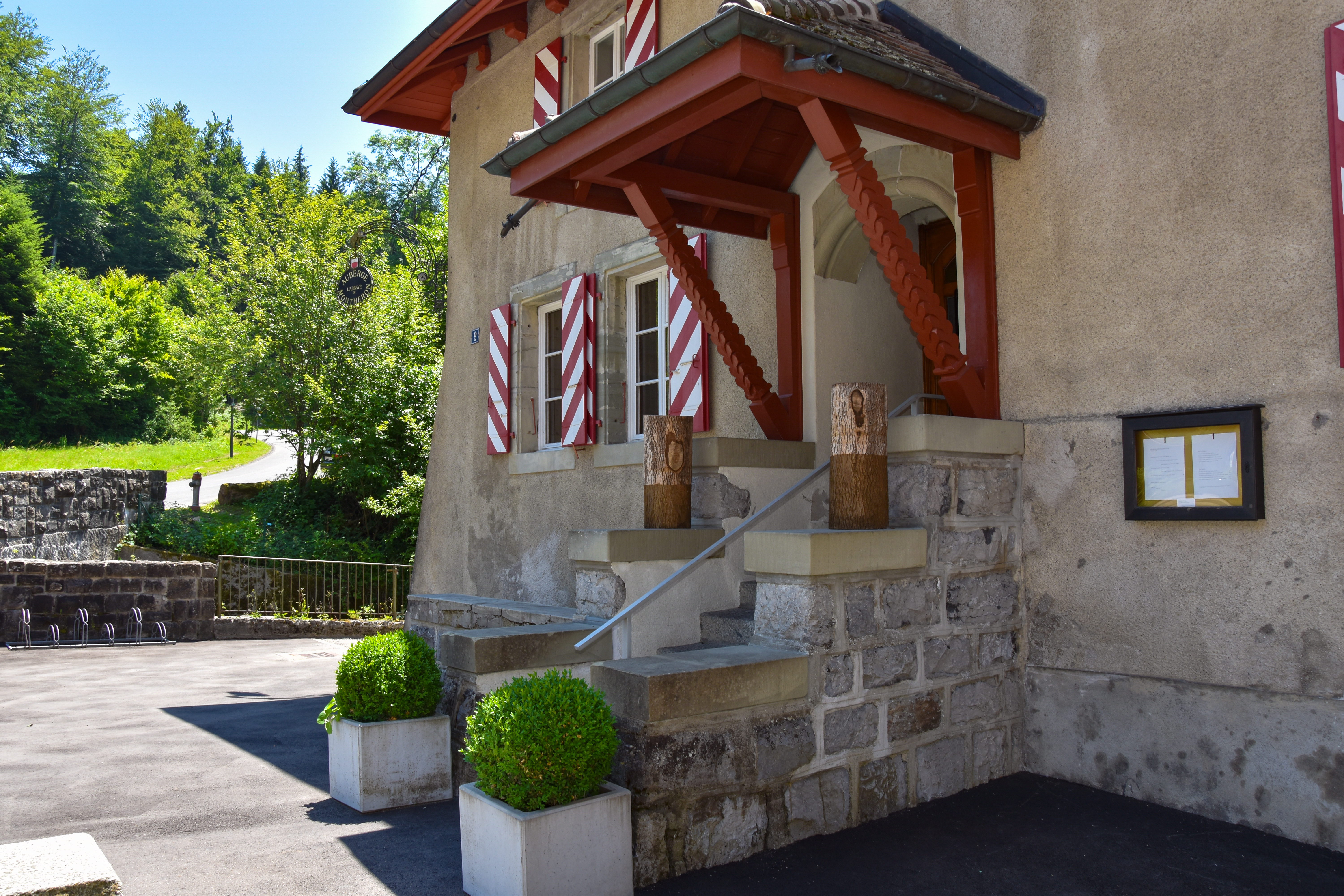
Auberge de l'Abbaye de Montheron
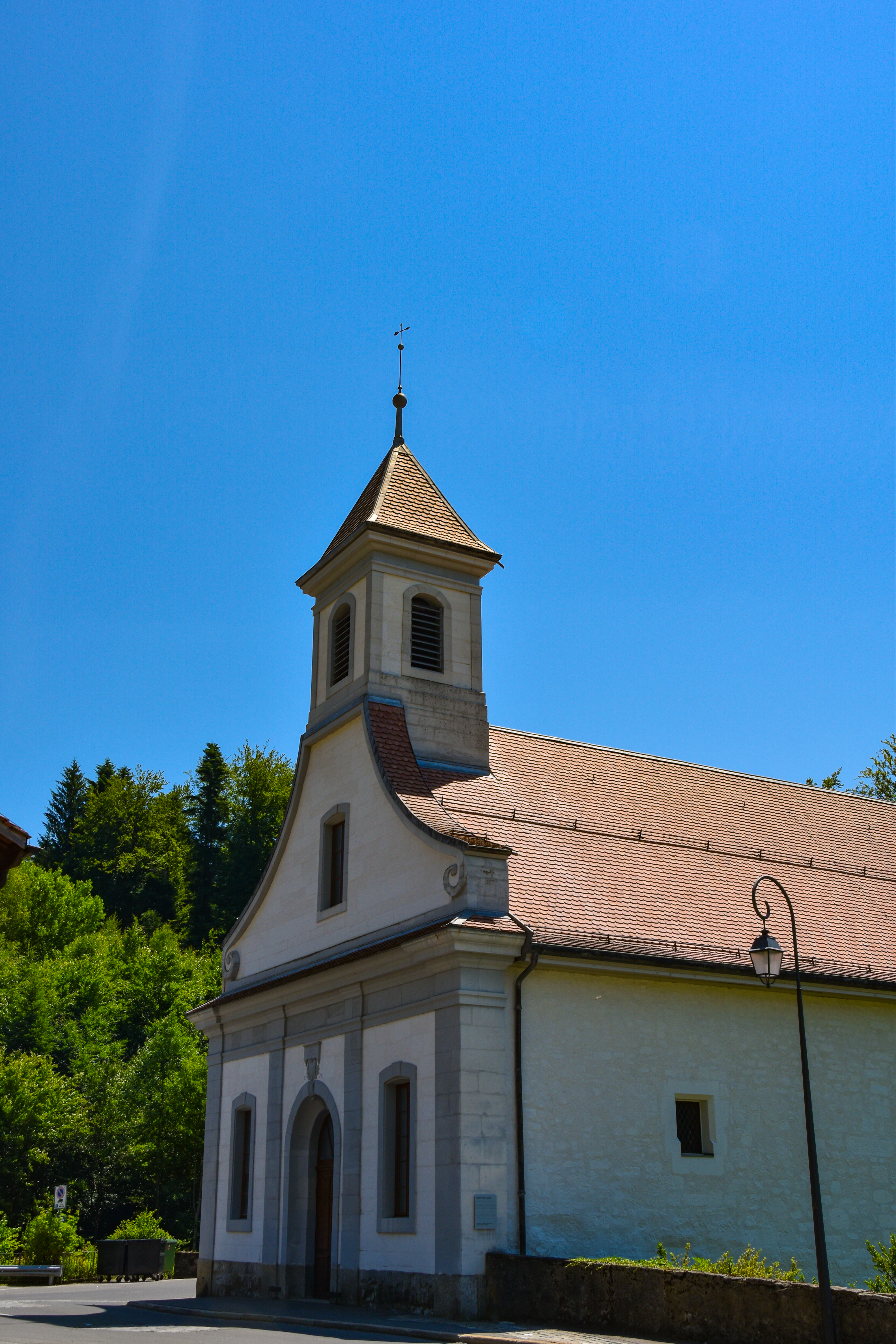
Église de l'Abbaye de Montheron
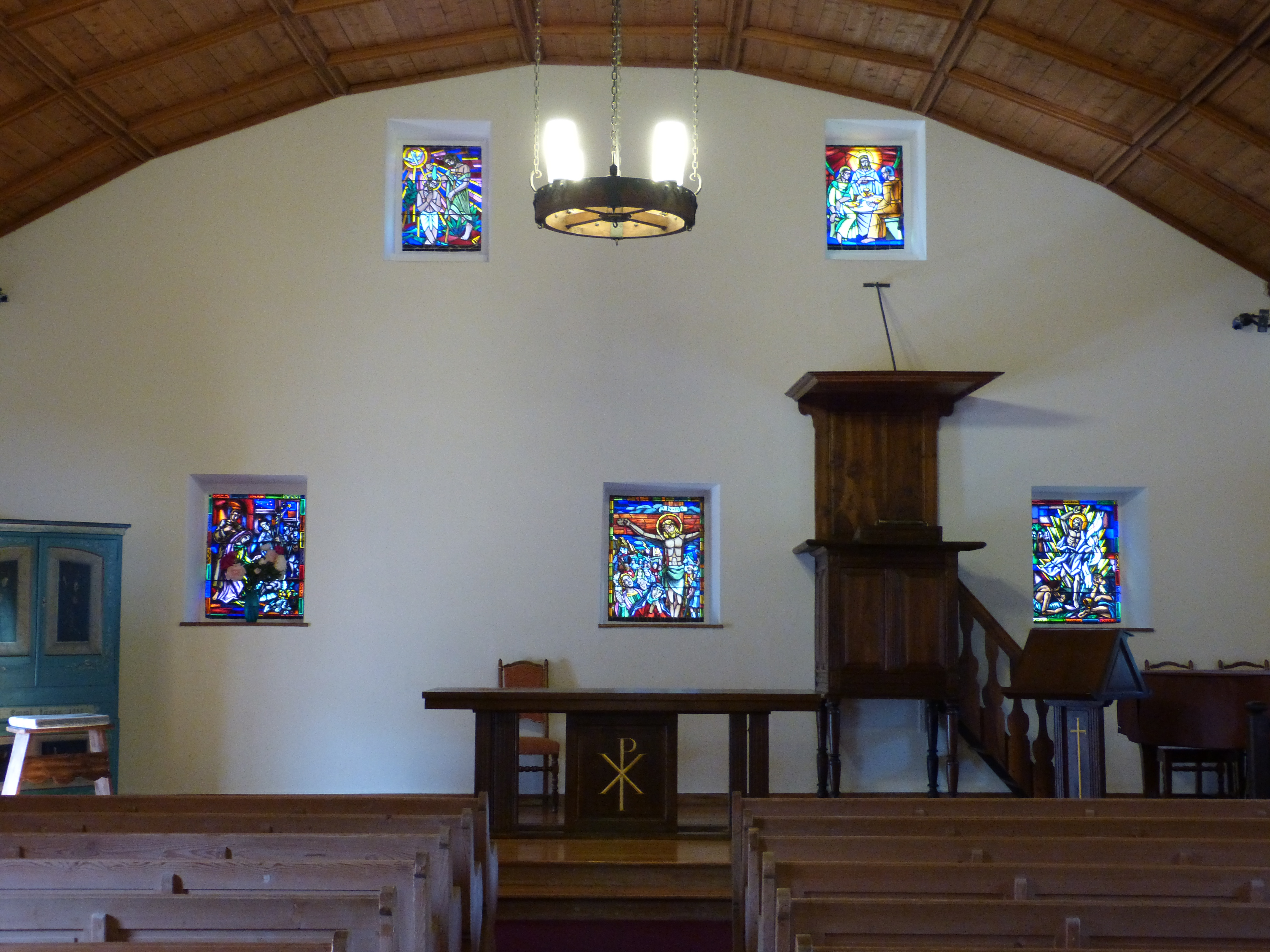
Chœur de l'église de l'abbaye de Montheron
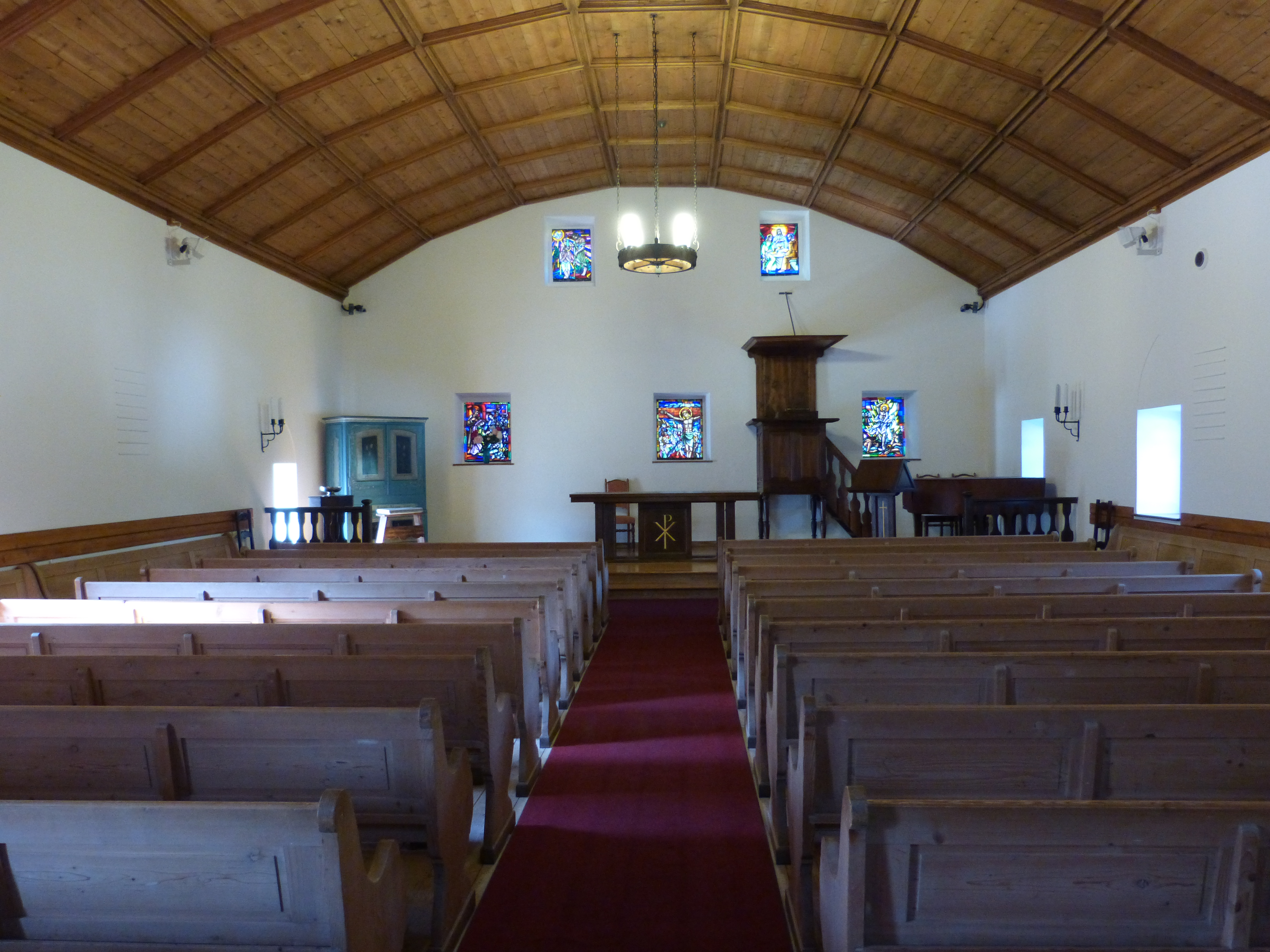
Intérieur de l'église de l'abbaye de Montheron